# Обыкновенная щитковая кобра
Обыкновенная щитковая кобра (лат. Aspidelaps scutatus) — ядовитая змея из семейства аспидов (Elapidae).
Общая длина достигает от 40 до 60 см. Голова короткая, широкая, имеет огромный межчелюстной щиток, который косо срезан. Туловище умеренно толстое. «Капюшон» слабо развит. Спина имеет светлую желтовато-серую окраску.
Любит песчаную местность, полупустыни, пустыни предгорья. Активна ночью. Хорошо роет норы. Прячется в норах млекопитающих. Питается мелкими ящерицами и грызунами.
Яд содержит нейротоксины. Он слабее, чем у большинства других кобр, однако, были зарегистрированы летальные исходы. На сегодняшний день противоядия от яда щитковой кобры не существует.
Яйцекладущая змея. Самка откладывает до 10 яиц.
Вид распространён в Намибии, Ботсване, Зимбабве, Мозамбике, Южно-Африканской Республике.